# It's Goin' Down
"It's Goin' Down" é uma canção do grupo americano The X-Ecutioners, que conta com a participação de dois membros da banda americana de rock Linkin Park, o rapper Mike Shinoda e o DJ Joe Hahn. Muitas vezes, é confundido com uma participação do Linkin Park devido ao envolvimentos dos músicos.
Foi lançado como o primeiro e único single do segundo álbum de estúdio do X-Ecutioners, Built from Scratch, que foi lançado originalmente em 26 de fevereiro de 2002. O single foi lançado em março de 2002 em formato de CD e vinil.
O videoclipe da canção, possui Rob Bourdon do Linkin Park na bateria, Dave Farrell no baixo e o guitarrista e vocalista Wayne Static no violão, embora não estivessem envolvidos na gravação da música. Brad Delson e o vocalista Chester Bennington fizeram uma aparição, bem como outros músicos conhecidos.

## Faixas
| CD Single no iTunes |                                                                  |         |  |
| N.º                 | Título                                                           | Duração |  |
| 1.                  | "It's Goin' Down" (com participação de Mike Shinoda e Mr. Hahn)  | 4:08    |  |
| 2.                  | "X-ecution of a Bum Rush" (com participação de The Beat Junkies) | 2:58    |  |
| 3.                  | "Play That Beat" (Lo-Fidelity All-Stars Remix)                   | 4:22    |  |

| Vinil |                                                                         |         |  |
| N.º   | Título                                                                  | Duração |  |
| 1.    | "It's Goin' Down" (com participação de Mike Shinoda e Mr. Hahn)         | 4:08    |  |
| 2.    | "It's Goin' Down" (com participação de Mr. Hahn) (Instrumental)         | 4:08    |  |
| 3.    | "The X-Ecutioners (Theme) Song" (com participação de Dan the Automator) | 4:33    |  |
| 4.    | "It's Goin' Down" (com participação de Mr. Hahn) (Scratchappella)       | 2:13    |  |

## Pessoal
Grupo
- Roc Raida - DJ (Technics SL-1200)
- Rob Swift - DJ
- Total Eclipse - DJ
- Mista Sinista -DJ

Outros músicos
- Mike Shinoda - rapper, baixo, bateria
- Wayne Static - guitarra
- Joe Hahn - DJ

## Desempenho nas tabelas musicais
| Tabela (2002)                              | Melhor posição |
| ------------------------------------------ | -------------- |
| Alemanha (Official German Charts)          | 56             |
| Austrália (ARIA)                           | 28             |
| Estados Unidos (Billboard Hot 100)         | 85             |
| Estados Unidos (Hot Modern Rock Tracks)    | 13             |
| Estados Unidos (Billboard Mainstream Rock) | 29             |
| Países Baixos (Single Top 100)             | 82             |
| Suíça (Schweizer Hitparade)                | 69             |